# Beatyfikowani i kanonizowani przez Franciszka
Beatyfikowani i kanonizowani przez Franciszka – lista błogosławionych i świętych wyniesionych na ołtarze w czasie pontyfikatu papieża Franciszka.
Papież Franciszek dokonał 178 beatyfikacji, ogłaszając 1541 błogosławionych, w tym dwóch swoich poprzedników Pawła VI i Jana Pawła I i trzech poprzez beatyfikacje równoważną oraz 24 kanonizacje, ogłaszając 942 świętych, w tym trzech swoich poprzedników Jana XXIII, Pawła VI i Jana Pawła II i dziesięciu błogosławionych poprzez kanonizacje równoważną.
Franciszek jest papieżem który ogłosił najwięcej świętych.
Poniższe tabele przedstawią listę osób beatyfikowanych/kanonizowanych przez Franciszka w poszczególnych latach pontyfikatu.

## I rok pontyfikatu[a]
| Wyniesieni na ołtarze                     | Data beatyfikacji                           | Data kanonizacji          |
| 2013                                      | 2013                                        | 2013                      |
| ----------------------------------------- | ------------------------------------------- | ------------------------- |
| Krzysztof od św. Katarzyny                | 7 kwietnia 2013(dts)                        | —                         |
| Łukasz Passi                              | 13 kwietnia 2013(dts)                       | —                         |
| Mikołaj Rusca                             | 21 kwietnia 2013(dts)                       | —                         |
| Franciszka de Paula od Jezusa             | 4 maja 2013(dts)                            | —                         |
| Alojzy Novarese                           | 11 maja 2013(dts)                           | —                         |
| Antoni Primaldo i DCCCXII towarzyszy      | 14 grudnia 1771(dts) (przez Klemensa XIV)   | 12 maja 2013(dts)         |
| Laura Montoya                             | 25 kwietnia 2004(dts) (przez Jana Pawła II) | 12 maja 2013(dts)         |
| María Guadalupe García Zavala             | 25 kwietnia 2004(dts) (przez Jana Pawła II) | 12 maja 2013(dts)         |
| Józef Puglisi                             | 25 maja 2013(dts)                           | —                         |
| Zofia Czeska                              | 9 czerwca 2013(dts)                         | —                         |
| Łucja Szewczyk                            | 9 czerwca 2013(dts)                         | —                         |
| Edward Focherini                          | 15 czerwca 2013(dts)                        | —                         |
| Włodzimierz Ghika                         | 31 sierpnia 2013(dts)                       | —                         |
| Antoni Franco                             | 2 września 2013(dts)                        | —                         |
| Maria Bolognesi                           | 7 września 2013(dts)                        | —                         |
| Józef Gabriel Brochero                    | 14 września 2013(dts)                       | 16 października 2016(dts) |
| Tomasz Acerbis                            | 21 września 2013(dts)                       | —                         |
| Mirosław Bulešić                          | 28 września 2013(dts)                       | —                         |
| Rolando Rivi                              | 5 października 2013(dts)                    | —                         |
| Aniela z Foligno (zatwierdzenie kultu)    | 1693 (przez Innocentego XII)                | 9 października 2013(dts)  |
| 522 męczenników wojny domowej w Hiszpanii | 13 października 2013(dts)                   | —                         |
| Stefan Sándor                             | 19 października 2013(dts)                   | —                         |
| Maria Teresa Bonzel                       | 10 listopada 2013(dts)                      | —                         |
| Piotr Faber                               | 5 września 1872(dts) (przez Piusa IX)       | 17 grudnia 2013(dts)      |
| 2014                                      |                                             |                           |
| Maria Krystyna Sabaudzka                  | 25 stycznia 2014(dts)                       | —                         |

## II rok pontyfikatu[c]
| Wyniesieni na ołtarze                  | Data beatyfikacji                                            | Data kanonizacji          |
| -------------------------------------- | ------------------------------------------------------------ | ------------------------- |
| Józef Anchieta                         | 22 kwietnia 1980(dts) (przez Jana Pawła II)                  | 3 kwietnia 2014(dts)      |
| Maria Guyart-Martin                    | 22 czerwca 1980(dts) (przez Jana Pawła II)                   | 3 kwietnia 2014(dts)      |
| Franciszek de Montmorency Laval        | 22 czerwca 1980(dts) (przez Jana Pawła II)                   | 3 kwietnia 2014(dts)      |
| Józef Girotti                          | 26 kwietnia 2014(dts)                                        | —                         |
| Jan XXIII                              | 3 września 2000(dts) (przez Jana Pawła II)                   | 27 kwietnia 2014(dts)     |
| Jan Paweł II                           | 1 maja 2011(dts) (przez Benedykta XVI)                       | 27 kwietnia 2014(dts)     |
| Antoni Durcovici                       | 17 maja 2014(dts)                                            | —                         |
| Mariusz Vergara                        | 24 maja 2014(dts)                                            | —                         |
| Izydor Ngei Ko Lat                     | 24 maja 2014(dts)                                            | —                         |
| María Józefa Alhama Valera             | 31 maja 2014(dts)                                            | —                         |
| Paweł Yun Ji-chung i CXXIII towarzyszy | 16 sierpnia 2014(dts)                                        | —                         |
| Janina Franks                          | 20 września 2014(dts)                                        | —                         |
| Álvaro del Portillo.                   | 27 września 2014(dts)                                        | —                         |
| Teresa Demjanovich                     | 4 października 2014(dts)                                     | —                         |
| Franciszek Zirano                      | 12 października 2014(dts)                                    | —                         |
| Paweł VI                               | 19 października 2014(dts)                                    | 14 października 2018(dts) |
| Assunta Marchetti                      | 25 października 2014(dts)                                    | —                         |
| Piotr de Asúa Mendía                   | 1 listopada 2014(dts)                                        | —                         |
| Cyriak Eliasz Chavara                  | 8 lutego 1986(dts) (przez Jana Pawła II)                     | 23 listopada 2014(dts)    |
| Mikołaj z Longobardi                   | 17 września 1786(dts) (przez Piusa VI)                       | 23 listopada 2014(dts)    |
| Amato Ronconi                          | 17 kwietnia 1776(dts) (przez Piusa VI (potwierdzenie kultu)) | 23 listopada 2014(dts)    |
| Eufrazja od Najświętszego Serca Jezusa | 3 grudnia 2006(dts) (przez Benedykta XVI)                    | 23 listopada 2014(dts)    |
| Ludwik z Casorii                       | 18 kwietnia 1993(dts) (przez Jana Pawła II)                  | 23 listopada 2014(dts)    |
| Jan Antoni Farina                      | 4 listopada 2001(dts) (przez Jana Pawła II)                  | 23 listopada 2014(dts)    |
| 2015                                   |                                                              |                           |
| Józef Vaz (zatwierdzenie kultu)        | 21 stycznia 1995(dts) (przez Jana Pawła II)                  | 14 stycznia 2015(dts)     |

## III rok pontyfikatu[d]
| Wyniesieni na ołtarze                    | Data beatyfikacji                               | Data kanonizacji          |
| ---------------------------------------- | ----------------------------------------------- | ------------------------- |
| Maria Elżbieta Turgeon                   | 26 kwietnia 2015(dts)                           | —                         |
| Alojzy Bordino                           | 2 maja 2015(dts)                                | —                         |
| Alojzy Caburlotto                        | 16 maja 2015(dts)                               | —                         |
| Maria Krystyna od Niepokalanego Poczęcia | 27 kwietnia 2003(dts) (przez Jana Pawła II)     | 17 maja 2015(dts)         |
| Emilia de Villeneuve                     | 5 lipca 2009(dts) (przez Benedykta XVI)         | 17 maja 2015(dts)         |
| Maria Baouardy                           | 13 listopada 1983(dts) (przez Jana Pawła II)    | 17 maja 2015(dts)         |
| Maria-Alfonsyna Danil Ghattas            | 22 listopada 2009(dts) (przez Benedykta XVI)    | 17 maja 2015(dts)         |
| Irena Stefani                            | 23 maja 2015(dts)                               | —                         |
| abp Oscar Romero                         | 23 maja 2015(dts)                               | 14 października 2018(dts) |
| Ludwik Edward Cestac                     | 31 maja 2015(dts)                               | —                         |
| Flawian Michał Melki                     | 29 sierpnia 2015(dts)                           | —                         |
| Fidela Oller Angelats                    | 5 września 2015(dts)                            | —                         |
| Józefa Monrabal                          | 5 września 2015(dts)                            | —                         |
| Fakunda Margenat                         | 5 września 2015(dts)                            | —                         |
| Benedykt Daswa                           | 13 września 2015(dts)                           | —                         |
| Pius Albert Del Corona.                  | 18 września 2015(dts)                           | —                         |
| Juniper Serra (zatwierdzenie kultu).     | 25 września 1988(dts) (przez Jana Pawła II)     | 23 września 2015(dts)     |
| s. Klara Ludwika Szczęsna.               | 27 września 2015(dts)                           | —                         |
| Pio Heredia Zubia XVII towarzyszy        | 3 października 2015(dts)                        | —                         |
| Ludwik i Maria Martin                    | 19 października 2008(dts) (przez Benedykta XVI) | 18 października 2015(dts) |
| Wincenty Grossi                          | 1 listopada 1975(dts) (przez Pawła VI)          | 18 października 2015(dts) |
| Maria Izabela Salvat y Romero            | 18 września 2010(dts) (przez Benedykta XVI)     | 18 października 2015(dts) |
| Maria Teresa Casini                      | 31 października 2015(dts)                       | —                         |
| Franciszek z Pauli Victor                | 15 listopada 2015(dts)                          | —                         |
| Fryderyk z Berga i XXV Towarzyszy        | 21 listopada 2015(dts)                          | —                         |
| Michał Tomaszek                          | 5 grudnia 2015(dts)                             | —                         |
| Zbigniew Strzałkowski                    | 5 grudnia 2015(dts)                             | —                         |
| Alessandro Dordi                         | 5 grudnia 2015(dts)                             | —                         |

## IV rok pontyfikatu[e]
| Wyniesieni na ołtarze                     | Data beatyfikacji                               | Data kanonizacji          |
| 2016                                      | 2016                                            | 2016                      |
| ----------------------------------------- | ----------------------------------------------- | ------------------------- |
| Walenty Palencia Marquina i IV towarzyszy | 23 kwietnia 2016(dts)                           | —                         |
| Franciszek Maria Greco                    | 21 maja 2016(dts)                               | —                         |
| Stanisław Papczyński.                     | 16 września 2007(dts) (przez Benedykta XVI)     | 5 czerwca 2016(dts)       |
| Maria Elżbieta Hesselblad                 | 9 kwietnia 2000(dts) (przez Jana Pawła II)      | 5 czerwca 2016(dts)       |
| Jakub Abbondo                             | 11 czerwca 2016(dts)                            | —                         |
| Maria od Jezusa Santocanale               | 12 czerwca 2016(dts)                            | 15 maja 2022(dts)         |
| Maria Celeste Crostarosa                  | 18 czerwca 2016(dts)                            | —                         |
| María Antonia de Paz Figueroa             | 27 sierpnia 2016(dts)                           | 11 lutego 2024(dts)       |
| Matka Teresa z Kalkuty                    | 19 października 2003(dts) (przez Jana Pawła II) | 4 września 2016(dts)      |
| Władysław Bukowiński                      | 11 września 2016(dts)                           | —                         |
| Elżbieta Sanna                            | 17 września 2016(dts)                           | —                         |
| Engelmar Unzeitig                         | 24 września 2016(dts)                           | —                         |
| Genaro Fueyo Castañón i III towarzyszy    | 8 października 2016(dts)                        | —                         |
| Józef Gabriel Brochero                    | 14 września 2013(dts)                           | 16 października 2016(dts) |
| Józef Sánchez del Río                     | 20 listopada 2005(dts) (przez Benedykta XVI)    | 16 października 2016(dts) |
| Elżbieta od Trójcy Przenajświętszej       | 25 listopada 1984(dts) (przez Jana Pawła II)    | 16 października 2016(dts) |
| Emanuel González García                   | 29 kwietnia 2001(dts) (przez Jana Pawła II])    | 16 października 2016(dts) |
| Alfons Maria Fusco                        | 7 października 2001(dts) (przez Jana Pawła II)  | 16 października 2016(dts) |
| Ludwik Pavoni                             | 14 kwietnia 2002(dts) (przez Jana Pawła II)     | 16 października 2016(dts) |
| Salomon Leclerc                           | 17 października 1926(dts) (przez Piusa XI)      | 16 października 2016(dts) |
| Józef Antoni Gómez i III towarzyszy       | 29 października 2016(dts)                       | —                         |
| Wincenty Prennushi i XXXVII towarzyszy    | 5 listopada 2016(dts)                           | —                         |
| Maria Eugeniusz Grialou                   | 19 listopada 2016(dts)                          | —                         |
| Joseph Tien i 16 męczenników z Laosu      | 11 grudnia 2016(dts)                            | —                         |
| 2017                                      |                                                 |                           |
| Ukon Takayama                             | 7 lutego 2017(dts)                              | —                         |

## V rok pontyfikatu[g]
| Wyniesieni na ołtarze                     | Data beatyfikacji                               | Data kanonizacji          |
| ----------------------------------------- | ----------------------------------------------- | ------------------------- |
| Józef Mayr-Nusser                         | 18 marca 2017(dts)                              | —                         |
| José Álvarez-Benavides i CXIV towarzyszy  | 25 marca 2017(dts)                              | —                         |
| Ludwik Antoni Ormières                    | 22 kwietnia 2017(dts)                           | —                         |
| Leopoldyna Naudet                         | 29 kwietnia 2017(dts)                           | —                         |
| Antoni Arribas Hortigüela i VI towarzyszy | 6 maja 2017(dts)                                | —                         |
| Franciszek i Hiacynta Marto               | 13 maja 2000(dts) (przez Jana Pawła II)         | 13 maja 2017(dts)         |
| Jan Sullivan                              | 13 maja 2017(dts)                               | —                         |
| Itala Mela                                | 10 czerwca 2017(dts)                            | —                         |
| Teofil Matulionis                         | 25 czerwca 2017(dts)                            | —                         |
| Jesús Emilio Jaramillo Monsalve           | 8 września 2017(dts)                            | —                         |
| Pedro María Ramírez Ramos                 | 8 września 2017(dts)                            | —                         |
| Stanley Franciszek Rother                 | 23 września 2017(dts)                           | —                         |
| Titus Zeman                               | 30 września 2017(dts)                           | —                         |
| Arsenio z Trigolo                         | 7 października 2017(dts)                        | —                         |
| Faustyn Míguez                            | 25 października 1998(dts) (przez Jana Pawła II) | 15 października 2017(dts) |
| Krzysztof, Jan i Antoni                   | 6 maja 1990(dts) (przez Jana Pawła II)          | 15 października 2017(dts) |
| Angelo z Acri                             | 18 grudnia 1825(dts) (przez Leona XII)          | 15 października 2017(dts) |
| 28 Męczenników Brazylijskich              | 5 marca 2000(dts) (przez Jana Pawła II)         | 15 października 2017(dts) |
| Ferdynand Saperas i CVIII towarzyszy      | 21 października 2017(dts)                       | —                         |
| Jan Schiavo                               | 28 października 2017(dts)                       | —                         |
| Rani Maria Vattalil                       | 4 listopada 2017(dts)                           | —                         |
| Wincenty Queralt Lloret i XX towarzyszy   | 11 listopada 2017(dts)                          | —                         |
| José María Fernández i XXXVIII towarzyszy | 11 listopada 2017(dts)                          | —                         |
| Solanus Casey                             | 18 listopada 2017(dts)                          | —                         |
| Catalina de Maria Rodriguez               | 25 listopada 2017(dts)                          | —                         |
| 2018                                      |                                                 |                           |
| Teresio Olivelli                          | 3 lutego 2018(dts)                              | —                         |

## VI rok pontyfikatu[h]
| Wyniesieni na ołtarze                        | Data beatyfikacji                            | Data kanonizacji          |
| -------------------------------------------- | -------------------------------------------- | ------------------------- |
| Lucien Botovasoa                             | 15 kwietnia 2018(dts)                        | —                         |
| Hanna Chrzanowska                            | 28 kwietnia 2018(dts)                        | —                         |
| János Brenner                                | 1 maja 2018(dts)                             | —                         |
| Klara Fey                                    | 5 maja 2018(dts)                             | —                         |
| Leonella Sgorbati                            | 26 maja 2018(dts)                            | —                         |
| Maria Crocifissa Gargani                     | 2 czerwca 2018(dts)                          | —                         |
| Adèle de Batz de Trenquelléon                | 10 czerwca 2018(dts)                         | —                         |
| Maria Carmen Rendiles Martínez               | 16 czerwca 2018(dts)                         | —                         |
| Maria Guggiari Echeverría                    | 23 czerwca 2018(dts)                         | —                         |
| Anna Kolesárová                              | 1 września 2018(dts)                         | —                         |
| Elisabeth Eppinger                           | 8 września 2018(dts)                         | —                         |
| Veronica Antal                               | 22 września 2018(dts)                        | —                         |
| Jan Chrzciciel Fouque                        | 30 września 2018(dts)                        | —                         |
| Nazaria Ignacia March Mesa                   | 27 września 1992(dts) (przez Jana Pawła II)  | 14 października 2018(dts) |
| Wincenty Romano                              | 17 listopada 1963(dts) (przez Pawła VI)      | 14 października 2018(dts) |
| Oscar Romero                                 | 23 maja 2015(dts) (przez Franciszka)         | 14 października 2018(dts) |
| Paweł VI                                     | 19 października 2014(dts) (przez Franciszka) | 14 października 2018(dts) |
| Franciszek Spinelli                          | 21 czerwca 1992(dts) (przez Jana Pawła II)   | 14 października 2018(dts) |
| Maria Katarzyna Kasper                       | 16 kwietnia 1978(dts) (przez Pawła VI)       | 14 października 2018(dts) |
| Nunzio Sulprizio                             | 1 grudnia 1963(dts) (przez Pawła VI)         | 14 października 2018(dts) |
| Tiburcio Arnaiz Munoz                        | 20 października 2018(dts)                    | —                         |
| Tullio Maruzzo i Luis Obdulio Arroyo Navarro | 27 października 2018(dts)                    | —                         |
| Clelia Merloni                               | 3 listopada 2018(dts)                        | —                         |
| Michał Giedroyć                              | 8 listopada 2018(dts)                        | —                         |
| Teodoro Illera del Olmo i XV towarzyszy      | 10 listopada 2018(dts)                       | —                         |
| Piotr Claverie i XVIII towarzyszy            | 8 grudnia 2018(dts)                          | —                         |
| 2019                                         |                                              |                           |
| Ángel Cuartas Cristobal i VIII towarzyszy    | 9 marca 2019(dts)                            | —                         |

## VII rok pontyfikatu[k]
| Wyniesieni na ołtarze                         | Data beatyfikacji                               | Data kanonizacji          |
| --------------------------------------------- | ----------------------------------------------- | ------------------------- |
| Marià Mullerat i Soldevila                    | 23 marca 2019(dts)                              | —                         |
| Enrique Angelelli i III towarzyszy            | 27 kwietnia 2019(dts)                           | —                         |
| Maria Concepción „Conchita” Cabrera de Armida | 4 maja 2019(dts)                                | —                         |
| Guadalupe Ortiz de Landázuri                  | 18 maja 2019(dts)                               | —                         |
| Valeriu Traian Frențiu VI towarzyszy          | 2 czerwca 2019(dts)                             | —                         |
| Edvige Carboni                                | 15 czerwca 2019(dts)                            | —                         |
| María Isabela Lacada Andia i XIII towarzyszek | 22 czerwca 2019(dts)                            | —                         |
| Bartłomiej Fernandes od Męczenników           | 4 listopada 2001(dts) (przez Jana Pawła II)     | 5 lipca 2019(dts)         |
| Benedetta Bianchi Porro                       | 14 września 2019(dts)                           | —                         |
| Richard Henkes                                | 15 września 2019(dts)                           | —                         |
| Jan Henryk Newman                             | 19 września 2010(dts) (przez Benedykta XVI)     | 13 października 2019(dts) |
| Małgorzata Bays                               | 29 października 1995(dts) (przez Jana Pawła II) | 13 października 2019(dts) |
| Maria Teresa Chiramel Mankidiyan              | 9 kwietnia 2000(dts) (przez Jana Pawła II)      | 13 października 2019(dts) |
| Irmã Dulce                                    | 22 maja 2011(dts) (przez Benedykta XVI)         | 13 października 2019(dts) |
| Józefina Vannini                              | 16 października 1994(dts) (przez Jana Pawła II) | 13 października 2019(dts) |
| Alfredo Cremonesi                             | 19 października 2019(dts)                       | —                         |
| María Emilia Riquelme Zayas                   | 9 listopada 2019(dts)                           | —                         |
| Victor Emilio Moscoso Cárdenas                | 16 listopada 2019(dts)                          | —                         |
| Donizetti Tavares                             | 23 listopada 2019(dts)                          | —                         |
| James Miller                                  | 7 grudnia 2019(dts)                             | —                         |

## VIII rok pontyfikatu[n]
| Wyniesieni na ołtarze | Data beatyfikacji         | Data kanonizacji |
| 2020                  | 2020                      | 2020             |
| --------------------- | ------------------------- | ---------------- |
| Maria Luigia Velotti  | 26 września 2020(dts)     | —                |
| Olinto Marella        | 4 października 2020(dts)  | —                |
| Karol Acutis          | 10 października 2020(dts) |                  |
| Michael J. McGivney   | 21 października 2020(dts) | —                |
| Joan Roig i Diggle    | 7 listopada 2020(dts)     | —                |

## IX rok pontyfikatu[o]
| Wyniesieni na ołtarze                                  | Data beatyfikacji                         | Data kanonizacji      |
| 2021                                                   | 2021                                      | 2021                  |
| ------------------------------------------------------ | ----------------------------------------- | --------------------- |
| Simeone Maria Cardon i V towarzyszy                    | 17 kwietnia 2021(dts)                     | —                     |
| José María Gran Cirera i IX towarzyszy                 | 23 kwietnia 2021(dts)                     | —                     |
| Małgorzata z Città di Castello                         | 19 października 1509(dts) (przez Pawła V) | 24 kwietnia 2021(dts) |
| José Gregorio Hernández                                | 30 kwietnia 2021(dts)                     |                       |
| Rosario Livatino                                       | 9 maja 2021(dts)                          | —                     |
| Franciszek Maria od Krzyża Jordan                      | 15 maja 2021(dts)                         | —                     |
| Maria Colón Gullón Yturriaga i II towarzyszy           | 29 maja 2021(dts)                         | —                     |
| Maria Laura Mainetti                                   | 6 czerwca 2021(dts)                       | —                     |
| Mamerto Esquiú                                         | 4 września 2021(dts)                      | —                     |
| Stefan Wyszyński                                       | 12 września 2021(dts)                     | —                     |
| Róża Czacka                                            | 12 września 2021(dts)                     | —                     |
| Giovanni Fornasini                                     | 26 września 2021(dts)                     | —                     |
| Gaetana Tolomeo                                        | 3 października 2021(dts)                  | —                     |
| Mariantonia Samà                                       | 3 października 2021(dts)                  | —                     |
| Maria Lorenza Longo                                    | 9 października 2021(dts)                  | —                     |
| Francesco Mottola                                      | 10 października 2021(dts)                 | —                     |
| Juan Elías Medina i CXXVI towarzyszy                   | 16 października 2021(dts)                 | —                     |
| Lucia Ripamonti                                        | 23 października 2021(dts)                 | —                     |
| Alessandra Sabattini                                   | 24 października 2021(dts)                 | —                     |
| Francisco Cástor Sojo López i III towarzyszy           | 30 października 2021(dts)                 | —                     |
| Josep Domènech Bonet i II towarzyszy                   | 6 listopada 2021(dts)                     | —                     |
| Jan Macha                                              | 20 listopada 2021(dts)                    | —                     |
| 2022                                                   |                                           |                       |
| Rutilio Grande García, Cosma Spessotto i II towarzyszy | 22 stycznia 2022(dts)                     | —                     |
| Cayetano Giménez Martín i XV towarzyszy                | 26 lutego 2022(dts)                       | —                     |

## X rok pontyfikatu[v]
| Wyniesieni na ołtarze                            | Data beatyfikacji                               | Data kanonizacji         |
| ------------------------------------------------ | ----------------------------------------------- | ------------------------ |
| Armida Barelli                                   | 30 kwietnia 2022(dts)                           | —                        |
| Mario Ciceri                                     | 30 kwietnia 2022(dts)                           | —                        |
| María Agustina Rivas López                       | 7 maja 2022(dts)                                | —                        |
| Tytus Brandsma                                   | 3 listopada 1985(dts) (przez Jana Pawła II)     | 15 maja 2022(dts)        |
| Łazarz Pillai                                    | 2 grudnia 2012(dts) (przez Benedykta XVI)       | 15 maja 2022(dts)        |
| César de Bus                                     | 27 kwietnia 1975(dts) (przez Pawła VI)          | 15 maja 2022(dts)        |
| Alojzy Maria Palazzolo                           | 19 marca 1963(dts) (przez Jana XXIII)           | 15 maja 2022(dts)        |
| Justyn Maria Russolillo                          | 7 maja 2011(dts) (przez Benedykta XVI)          | 15 maja 2022(dts)        |
| Karol de Foucauld                                | 13 listopada 2005(dts) (przez Benedykta XVI)    | 15 maja 2022(dts)        |
| Anne Marie Rivier                                | 23 maja 1982(dts) (przez Jana Pawła II)         | 15 maja 2022(dts)        |
| Maria Franciszka Rubatto                         | 10 października 1993(dts) (przez Jana Pawła II) | 15 maja 2022(dts)        |
| Maria od Jezusa Santocanale                      | 12 czerwca 2016(dts)                            | 15 maja 2022(dts)        |
| Maria Dominika Mantovani                         | 27 kwietnia 2003(dts) (przez Jana Pawła II)     | 15 maja 2022(dts)        |
| Paulina Jaricot                                  | 22 maja 2022(dts)                               | —                        |
| Luigi Lenzini                                    | 28 maja 2022(dts)                               | —                        |
| Leonardo Melki                                   | 4 czerwca 2022(dts)                             | —                        |
| Tommas Saleh                                     | 4 czerwca 2022(dts)                             | —                        |
| Maria Paschalis Jahn i 9 towarzyszek             | 11 czerwca 2022(dts)                            | —                        |
| Ángel Marina Álvarez i XXVI towarzyszy           | 18 czerwca 2022(dts)                            | —                        |
| Piotr Ortiz de Zárate i Jan Antoni Solinas       | 2 lipca 2022(dts)                               | —                        |
| Jan Filip Jeningen                               | 16 lipca 2022(dts)                              | —                        |
| Jan Paweł I                                      | 4 września 2022(dts)                            | —                        |
| Artemide Zatti                                   | 14 kwietnia 2002(dts) (przez Jana Pawła II)     | 9 października 2022(dts) |
| Jan Chrzciciel Scalabrini                        | 9 listopada 1997(dts) (przez Jana Pawła II)     | 9 października 2022(dts) |
| Maria Costanza Panas                             | 9 października 2022(dts)                        | —                        |
| Józef Bernardi i Mario Ghibaudo                  | 16 października 2022(dts)                       | —                        |
| Vicente Nicasio Renuncio Toribio i XI towarzyszy | 22 października 2022(dts)                       | —                        |
| Benigna Cardoso da Silva                         | 24 października 2022(dts)                       | —                        |
| Maria Berenice Duque Heckner                     | 29 października 2022(dts)                       | —                        |
| Maria Carola Cecchin                             | 5 listopada 2022(dts)                           | —                        |
| Giuseppe Ambrosoli                               | 20 listopada 2022(dts)                          | —                        |
| Isabel Cristina Mrad Campos                      | 10 grudnia 2022(dts)                            | —                        |

## XI rok pontyfikatu[ad]
| Wyniesieni na ołtarze                             | Data beatyfikacji      | Data kanonizacji    |
| 2023                                              | 2023                   | 2023                |
| ------------------------------------------------- | ---------------------- | ------------------- |
| Henri Planchat, Ladislas Radigue i III towarzyszy | 22 kwietnia 2023(dts)  | —                   |
| Jacinto Vera oraz Conchita Barrecheguren          | 6 maja 2023(dts)       | —                   |
| Elisabetta "Elisa" Martinez                       | 25 czerwca 2023(dts)   | —                   |
| Józef i Wiktoria Ulmowie i ich 7 dzieci           | 10 września 2023(dts)  | —                   |
| Giuseppe Beotti                                   | 30 września 2023(dts)  | —                   |
| Manuel González-Serna Rodríguez i XIX towarzyszy  | 18 listopada 2023(dts) | —                   |
| Eduardo Francisco Pironio                         | 16 grudnia 2023(dts)   | —                   |
| 2024                                              |                        |                     |
| María Antonia de Paz Figueroa                     | 27 sierpnia 2016(dts)  | 11 lutego 2024(dts) |

## XII rok pontyfikatu[af]
| Wyniesieni na ołtarze                                                    | Data beatyfikacji                              | Data kanonizacji          |
| ------------------------------------------------------------------------ | ---------------------------------------------- | ------------------------- |
| Gwidon z Montpellier                                                     | 18 maja 2024(dts)                              | —                         |
| Giuseppe Rossi                                                           | 26 maja 2024(dts)                              | —                         |
| Michał Rapacz                                                            | 15 czerwca 2024(dts)                           | —                         |
| Stefan Douaihy z Ehden                                                   | 2 sierpnia 2024(dts)                           | —                         |
| Alojzy Carrara i III towarzyszy                                          | 18 sierpnia 2024(dts)                          | —                         |
| Ján Havlík                                                               | 31 sierpnia 2024(dts)                          | —                         |
| Moisés Lira Serafin                                                      | 14 września 2024(dts)                          | —                         |
| Anna od Jezusa                                                           | 29 września 2024(dts)                          | —                         |
| Emanuel Ruiz i VII towarzyszy, Franciszek, Abdel Mooti i Rafael Massabki | 10 października 1926(dts) (przez Piusa XI)     | 20 października 2024(dts) |
| Józef Allamano                                                           | 7 października 1990(dts) (przez Jana Pawła II) | 20 października 2024(dts) |
| Helena Guerra                                                            | 26 kwietnia 1959(dts) (przez Jana XXIII)       | 20 października 2024(dts) |
| Maria Leonia Paradis                                                     | 11 września 1984(dts) (przez Jana Pawła II)    | 20 października 2024(dts) |
| José Torres Padilla                                                      | 9 listopada 2024(dts)                          | —                         |
| Luigj Paliq i Gjon Gazulli                                               | 16 listopada 2024(dts)                         | —                         |
| Max Josef Metzger                                                        | 17 listopada 2024(dts)                         | —                         |
| Gaietà Clausellas Ballvé i Antoni Tort Reixachs                          | 23 listopada 2024(dts)                         | —                         |
| Juana Vázquez Gutiérrez                                                  | 25 listopada 2024(dts)                         | —                         |
| 16 karmelitanek z Compiègne                                              | 27 maja 1906(dts) (przez Piusa X)              | 18 grudnia 2024(dts)      |
| 2025                                                                     |                                                |                           |
| Jan Merlini                                                              | 12 stycznia 2025(dts)                          | —                         |